# Цирконий
 Тази статия е за химичния елемент.  За изкуствения диамант вижте фианит.  
Цирконият е химичен елемент със символ Zr и атомен номер 40. Той е блестящ сиво-бял преходен метал, подобен на титана. Използва се в производството на специални сплави поради високата си устойчивост на корозия. Не се среща в природата като метал, а се добива от минерала циркон, който може да се пречисти с хлор. За първи път е получен през 1824 г. от Йонс Берцелиус.

## Наличие в природата
Разпространението на цирконий в земната кора се оценява на 1,9×10-2%, което го нарежда на 18-о място сред елементите. Свободен цирконий не се среща, а той е силно разсеян в природата. Важни негови минерали са циркон ZrSiO4, баделеит ZrO2, евдиалит (Na,Ca)6ZrOH(Si3O9)2(OH,Cl)2. Известни са около 30 циркониеви минерала, много от които съдържат уран, хафний или торий.

## История
Минералът циркон е известен на човечеството и използван като скъпоценен камък от древността. Той е бляскав и разноцветен и често е оприличаван на диамант, топаз или рубин. Парче циркон от Шри Ланка попада при немския химик Мартин Хайнрих Клапрот през 1789 г., който идентифицирал оксида на циркония. Металът е изолиран за първи път през 1824 г. от шведския химик Берцелиус от калиев хексафлуороцирконат:
{\displaystyle {\ce {K2[ZrF6] + 4Na -> Zr + 2KF + 4NaF}}}
Полученият цирконий бил трошлив заради примесите в него, като това свойство се запазва до 99% чистота. Това премахнало възможното практическо приложение на метала. През 1925 г. нидерландските химици Антон Е. ван Аркел и Дж. Х. Боер подлагат на разграждане по т.нар. „йодиден метод“ ZrI4, като се получил много чист цирконий. Така полученият метал бил ковък и мек, но използването му било ограничено от бавния и скъп метод за получаването му. През 1940 г. Уилиам Крол развива по-евтин метод чрез редукция на ZrCl4 с Mg, което впоследствие е наречено „метод на Крол“.

## Физични свойства
Цирконият е сравнително мек сребрист метал с плътност 6,52 g/cm3. Топи се при 1855 °C и кипи при 4409 °C. Има хексагонална стеноцентрична решетка до 826 °C, над която температура преминава в кубична обемноцентрична сингония.

### Изотопи
На земята и в космоса цирконият съществува под формата на петте си стабилни изотопа – 90Zr, 91Zr, 92Zr, 94Zr и 95Zr, синтезирани от звездите чрез s- и r-порцес. Смята се, че 94Zr може да претърпи двоен бета-разпад (β-β-) с период на полуразпад около 5,2×1019 г. и продукт на разпад 94Мо. Известни са 28 радиоактивни изотопа и 5 изомера на циркония с A от 78 до 110, с периоди на полуразпад от 1,53×106 за 93Zr до дни, часове, минути, секунди и части от секундата.
Продукти на деленето на 235U и 239Pu са 93Zr, 95Zr и 96Zr с добив до 6,2%.

## Химични свойства
Цирконият е преходен метал от 4-та (IV B) група. Електронната му структура е KLM4s24p64d25s2 – прибавя се електрон в 4d-подслоя спрямо итрия. В съединенията си проявява 4-та валентност. Известни са малко стабилни съединения в по-нисша валентност. По химични свойства е подобен на хафния и титана. Има отрицателен електроден потенциал, но не реагира с водата и минералните киселини, с изключение на HF. Устойчив е в разтвори на алкални основи и при загряване поради основния характер на ZrO2. Реагира със стопени основи и алкални карбонати до соли:
{\displaystyle {\ce {Zr + 4NaOH -> Na4ZrO4 + 2H2}}}
На въздух цирконият се покрива с тънък плътен оксиден слой, който го предпазва от следващо окисление, но в прахообразно състояние се самозапалва.
Цирконият редуцира оксидите на магнезия, берилия и тория.
Над 250 °C в присъствието на водород, цирконият образува хидриди и твърди разтвори, които проявяват метални свойства. При около 800 °C цирконият реагира с кислорода до ZrO2. Циркониевият диоксид е твърд, бял до жълто-кафяв и труднотопим (2700 °C). Използва се в абразивни, в огнеупорни материали и в стъкла, издръжливи на киселини и основи.
Над 400 °C с азота образува нитриди и твърди разтвори, а над 1500 °C с бора образува металните бориди ZrB и ZrB2.
Циркониевият тетрахлорид се получава от циркониев карбид или оксид. Използва се за получаването на органоциркониеви съединения.
Цирконият образува селениди, телуриди, фосфиди, арсениди и германиди.

## Съединения

### Оксиди и хидроксиди
Познат е само диоксидът, ZrO2. Той се получава при изгаряне на метала или при нагряване на утайки от хидратните оксиди – ZrO2•nH2O. На вид прилича на TiO2 и се топи при 2580 °C. Оксидът е химически инертен и не реагира дори със стопени основи и метали, а с повишаване на температурата променя незначително обема си. Търпи фазов преход над 1100 °C и при многократна употреба  може да настъпи напукване. Монокристалите му се използват като лещи и плочки при много високи температури в космическите кораби.
Заради инертността на диоксида, хидроксидът се получава индиректно:
{\displaystyle {\ce {ZrCl4 + 4NaOH -> Zr(OH)4 + 4NaCl}}},
но реакцията не се осъществява в този вид във воден разтвор, защото не са открити прости Zr4+, а комплексни катиони. При алкализиране на този разтвор се получават цирконати със сложен състав, и накрая хидратни оксиди. При стапяне на ZrO2 с оксиди или карбонати на други метали се получават цирконати с определен състав.

### Халогениди
Познати са всички тетрахалогениди, които са твърди вещества ZrF4 се получава при флуориране на тетрахлорида с безводна HF. Тетрахлоридът и тетрабромидът се получават от редукция на оксидите с въглерод и реакция със съответния халоген. Тетрайодидът се получава по реакцията:
{\displaystyle {\ce {3ZrO2 + 4AlI3 -> 3ZrI4 + 2Al2O3}}}

## Производство
Производството на цирконий не е възможно чрез редукция на минералите му с въглерод, защото при тези условия се получават карбиди. Използва се редукция на ZrCl4 с Ca или Mg. Предварително се отделя хафният чрез йонообменен метод или екстракция. В много чисто състояние се получава по метода на транспортните реакции.

## Приложение
Първоначално цирконият е използван в черната, а по-късно в цветната металургия. Той реагира с газовете и сярата в стоманата, което повишава издръжливостта ѝ на натоварване. Малка добавка на цирконий в алуминиевите сплави ги прави по-високотопими, магнезиевите сплави стават устойчиви на корозия, а прибавянето му към титан повишава киселината му устойчивост.
Най-широкото приложение на циркония е в ядрените реактори, където се използва за облицоване на горивните елементи и за изработване на активната зона. Цирконият има много ниско сечение за топлинни неутрони и е високотопим, но дори минимални количества хафний, които винаги съпътстват метала, нарушават тези негови качества. Затова в ядрените реактори се използва цирконий с реакторен клас чистота.
Цирконият е корозионноустойчив и пластичен, и се използва като конструкционен материал при високотемпературната техника и турбореактивните двигатели.
Цирконият поглъща кислорода, азота и водорода, поради което се използва като гетер за отстраняване на остатъчни газове във вакуумирани обеми.
ZrB2 се използва като компонент на инструментални стомани, композитни и огнеупорни материали, абразиви. Използва се и в регулиращите пръти на ядрените реактори, където борът служи за регулиране на количеството топлинни неутрони.

## Биологични ефекти
Цирконият е високо съвместим с биологичната тъкан и е корозионно устойчив. От него се приготвят хирургически инструменти, протези и се използва в неврохирургията. В зъботехниката се използва за изработване на зъбопротезни конструкции.